# Word of Mouth (Toni Basil-album)
A Word of Mouth Toni Basil amerikai énekesnő debütáló stúdióalbuma. 1981 májusában jelent meg az Egyesült Királyságban, és csak majdnem egy évvel később, 1982-ben jelent meg az Egyesült Államokban. A lemez legnagyobb slágere a kislemezen is megjelent Mickey c. dal, amely az énekesnő egyetlen jelentős nemzetközi slágere volt.

## Dalok

### LP (USA)
1. Mickey – 4:12
2. Rock On – 4:04
3. Shoppin' from A to Z – 4:08
4. You Gotta Problem – 4:34
5. Be Stiff – 3:22
6. Nobody – 4:00
7. Little Red Book – 4:04
8. Space Girls – 2:56
9. Thief on the Loose – 3:50
10. Time After Time – 4:18

### LP (UK)
1. Nobody – 4:03
2. Hangin' Around – 4:08
3. Thief on the Loose – 3:54
4. Time After Time – 4:23
5. Mickey – 4:15
6. Little Red Book – 4:07
7. Be Stiff – 3:24
8. Space Girls – 3:00
9. You Gotta Problem – 4:36

## Helyezések
| Országok (1982)                             | Legjobb helyezés |
| ------------------------------------------- | ---------------- |
| Ausztrália (Kent Music Report)              | 43               |
| Új-Zéland (Recorded Music NZ Top 40 Albums) | 27               |
| Egyesült Királyság (UK Albums Chart)        | 15               |
| USA Billboard 200                           | 22               |

| Országok (1983)  | Helyezés |
| ---------------- | -------- |
| US Billboard 200 | 100      |